# Apache Buildr
A Buildr egy nyílt forráskódú szoftver építő eszköz leginkább Java alkalmazási építéséhez, de más nyelvekhez is. Teljes értékű szkriptnyelvet (Ruby) biztosít a fejlesztőnek a build szkriptek írása közben, ami általában hiányzik az XML-alapú projekt összeállító környezetekben, mint például az Apache Ant vagy az Apache Maven.

## Áttekintés
A Buildr a Ruby szoftver összeállítási rendszerén a Rake-en alapul, és Ruby-t használ szkiptelési nyelvnek. Használ néhány projekt automatizációs idiomát a Maven-ből, mint pl. az automatizált artifact menedzsmentet (Buildr beépített módon kompatibilis a Maven repository-kkal). A sokkal imperatívebb szoftver építési rendszerekkel mint pl. az Ant, ellentétben a Buildr a sokkal deklaratív megközelítést használja a projekt automatizálási logikájának leírásakor (hasonlóan a Maven-hez).
Habár a Buildr általános filozófiája hasonlít a Mavenéhez, a Ruby szkriptelési lehetőségeit használja, hogy sokkal rugalmasabb és testreszabhatóbb programozási modellt nyújtson drámaian kiterjesztve az eszközöket a fejlesztő kezében. A felhasználó ír egy Ruby összeállítási szkriptet, deklarálja a projektet, az alprojektjeit, artifact-okat, függőségeket, csomagolási szabályokat stb. Ezen deklarációk alapján, adott a sztenderd célok listája a fordításhoz vagy a projekt becsomagolásához, az előkészített csomag feltöltéséhez a távoli repository-ba, megtisztítani a build eredményeket, tesztek futtatásához stb. A hookok segítségével futtatni lehet testreszabott Ruby kódot egy sztenderd cél előtt és után is, lehetővé téve a felhasználó számára, hogy kényelmesen felülírhasson bármely alapértelmezést és a további specifikálja a sztenderd célok viselkedését. Új teljesen felhasználó által Ruby-ban írt célok is hozzáadhatók felhasználva a rendszer teljes szkriptelési erejét.

## Támogatott technológiák
Bár leginkább a Java-hoz tervezték, a Buildr képes meghívni a Groovy és Scala fordítókat is. Könnyen kierjeszthető más egyéni feladatokkal, melyek meghívnak más fordítókat, így lehet általános célú, univerzális szoftver összeépítési eszközt csinálni belőle. Összehasonlítva az Ant-hoz való beépülő modulok írásával, a Ruby rugalmassága és gazdag könyvtára könnyebbé és gyorsabbá teszi a Buildr kiterjesztését bármilyen irányba.
A Buildr szintén alapból támogatja a következő technológiákat: Cobertura, Emma, JUnit, TestNG, JBehave, JMock valamint Ant-tal való integráció is biztosított.

## Fordítás
Ez a szócikk részben vagy egészben  az   Apache Buildr című angol Wikipédia-szócikk ezen változatának fordításán alapul.  Az eredeti cikk szerkesztőit annak laptörténete sorolja fel. Ez a jelzés csupán a megfogalmazás eredetét és a szerzői jogokat jelzi, nem szolgál a cikkben szereplő információk forrásmegjelöléseként.